# Metopilio cyaneus
Metopilio cyaneus is een hooiwagen uit de familie Sclerosomatidae.